# Cá đàn lia đuôi lõm
Cá đàn lia đuôi lõm hay cá đàn lia sừng (danh pháp khoa học: Callionymus curvicornis) là một loài cá biển thuộc chi Callionymus trong họ Cá đàn lia. Loài này được mô tả lần đầu tiên vào năm 1837.

## Phân bố và môi trường sống
C. curvicornis được tìm thấy ở Tây Bắc Thái Bình Dương. Chúng sống trên đáy cát nông của các vịnh và đầm phá.

## Mô tả
Chiều dài tối đa được ghi nhận ở C. curvicornis là khoảng 11,1 cm.